# 萨朗什
萨朗什（法語：Sallanches，法語發音：[salɑ̃ʃ]），法国东部城市，奥弗涅-罗讷-阿尔卑斯大区上萨瓦省的一个市镇，隶属于博讷维尔区，其市镇面积为65.87平方公里，2022年1月1日时人口数量为17,041人，在法国城市中排名第568位。
萨朗什位于上萨瓦省东部，阿夫尔河谷内，是一个区域性的中心城市，多条公路在此交汇。

## 地名来源
根据法国地名学家埃内斯特·内格尔的论述，“Sallanches”一名出自法兰克-普罗旺斯语单词“Chalanche”，后者可能来源于古凯尔特语，意为“陡峭的斜坡”或“泥石流通道”。
萨朗什所处区域历史上曾通行法兰克-普罗旺斯语，“Sallanches”对应的法兰克-普罗旺斯语名称拼写为“Salanshe”。

## 历史

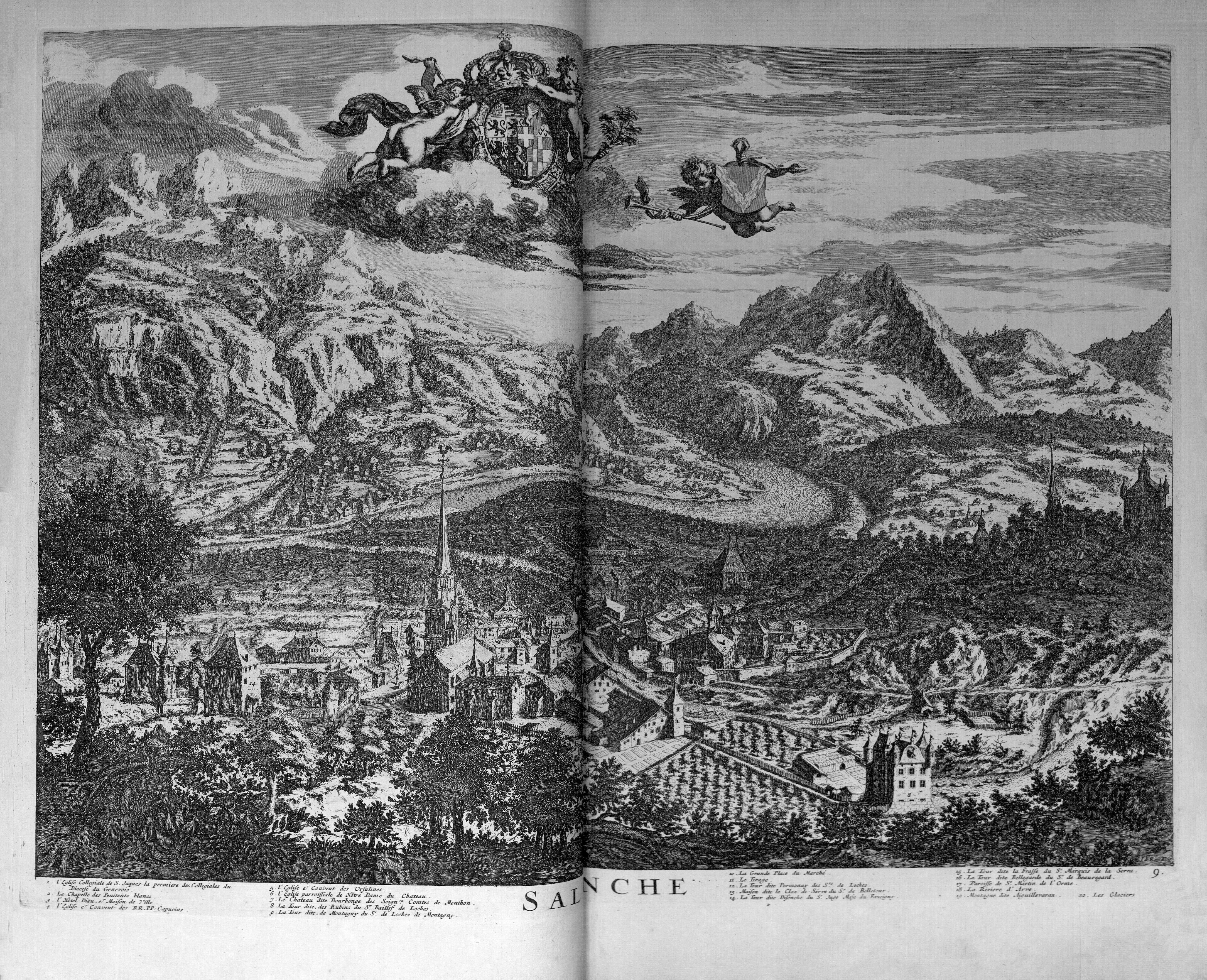
18世纪初的萨朗什

萨朗什的早期历史尚不清楚，其境内曾发现新石器时期的人类活动遗迹。根据当地官方网站的论述，萨朗什在公元五世纪就已形成基督教聚落。中世纪中期，萨朗什长期为福西尼的一个中心集镇，隶属于萨瓦公国。1355年，萨朗什所在的福西尼根据《巴黎条约》划入法兰西王国。中世纪末，萨朗什境内先后兴建了教堂，并出现了多个教会。1718年，萨朗什再次被萨伏依家族继承，后成为萨丁尼亚王国的一部分。法国大革命后，萨朗什成为勃朗峰省的一个市镇，并自1793年起成为该省的一个县治。拿破仑滑铁卢战役失败后，根据《1815年巴黎条约》，勃朗峰省被萨丁王国控制，萨朗什被划入福西尼行省。1860年《都灵条约》签订后，原勃朗峰省归还法国并被重新整合划分，萨朗什被划入上萨瓦省。19世纪末，途径萨朗什的福龙河畔拉罗什—圣热尔韦莱班铁路以及沿阿尔沃河延伸的公路相继建成通车。1921年，萨朗什获得“旅游站”的称号。自20世纪中期以来，得益于交通及勃朗峰地区旅游业的发展，萨朗什人口数量逐年增加，其周边多处山地被开辟为滑雪场。圣罗克（Saint-Roch）和阿尔沃河畔圣马丁（Saint-Martin-sur-Arve）两个市镇分别于1971年和1977年整体并入萨朗什。

## 地理

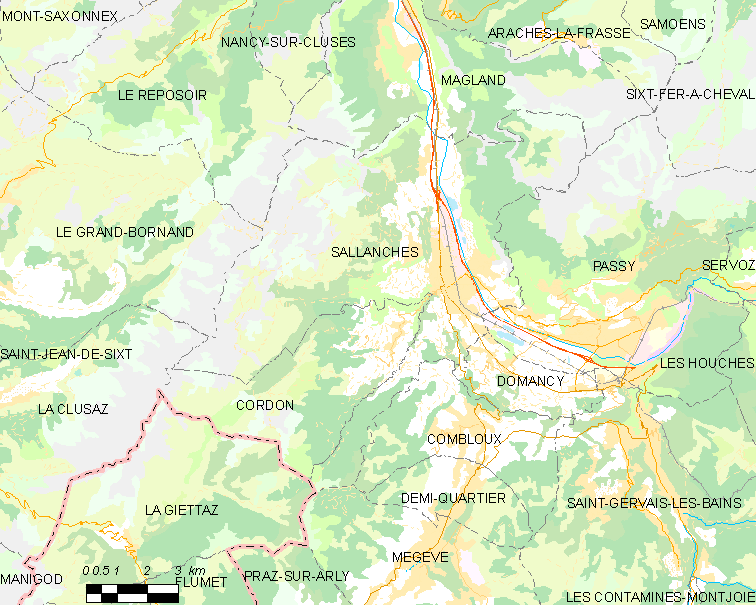
萨朗什市镇范围地图

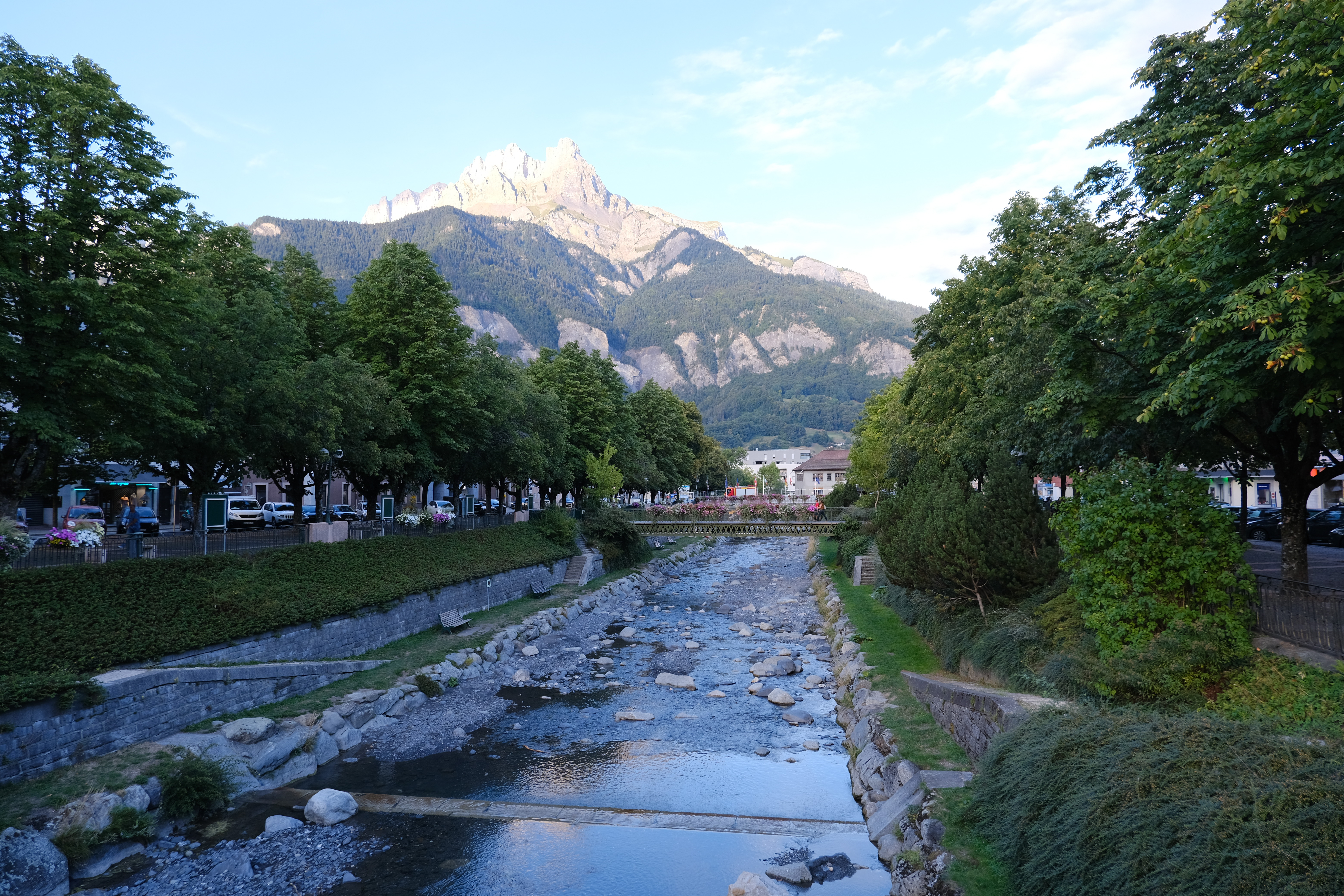
萨朗什河

萨朗什位于法国东部，奥弗涅-罗讷-阿尔卑斯大区东北部和上萨瓦省东部，距离省会阿讷西大约67公里。与萨朗什接壤的市镇包括：大博尔南、拉克吕萨、孔布卢、科尔东、多芒西、拉日耶塔、默热沃、马格朗、帕西和勒勒波苏瓦尔。

### 地形
萨朗什位于法国前阿尔卑斯山脉的一处河谷地带，东西两侧分别为日夫尔山和阿拉维山脉。萨朗什境内的山地地区地形复杂，而市镇中心地势则较为平坦，其全境海拔在515到2,749米之间。

### 水文
阿尔沃河自南向北流经萨朗什镇中心东侧，其左岸支流萨朗什河穿过萨朗什镇中心并在此汇入，其右岸还有一条名叫“Réninge”的山涧。此外市区北部阿尔沃河右岸有一处洪水后遗留形成的湖泊，经人工改造后成为“伊莱特湖”（Lac des Îlettes）。

### 植被
萨朗什属于温带阔叶混交林和亚寒带针叶林区，林地多分布于河流附近及山坡地带。
在鲜花城市的评比中，萨朗什被评为3星级鲜花城市。

### 气候
萨朗什在柯本气候分类法中属于带有温带大陆性气候特征的山地气候。
萨朗什境内设有气象站，以下为该气象站的数据（其中日照数据取自日内瓦）：
| 萨朗什1981年－2019年 | 萨朗什1981年－2019年 | 萨朗什1981年－2019年 | 萨朗什1981年－2019年 | 萨朗什1981年－2019年 | 萨朗什1981年－2019年 | 萨朗什1981年－2019年 | 萨朗什1981年－2019年 | 萨朗什1981年－2019年 | 萨朗什1981年－2019年 | 萨朗什1981年－2019年 | 萨朗什1981年－2019年 | 萨朗什1981年－2019年 | 萨朗什1981年－2019年 |
| 月份                 | 1月                  | 2月                  | 3月                  | 4月                  | 5月                  | 6月                  | 7月                  | 8月                  | 9月                  | 10月                 | 11月                 | 12月                 | 全年                 |
| -------------------- | -------------------- | -------------------- | -------------------- | -------------------- | -------------------- | -------------------- | -------------------- | -------------------- | -------------------- | -------------------- | -------------------- | -------------------- | -------------------- |
| 历史最高温 °C（°F）  | 18.5 (65.3)          | 24 (75)              | 26.5 (79.7)          | 30 (86)              | 35 (95)              | 37 (99)              | 39.4 (102.9)         | 39 (102)             | 34.7 (94.5)          | 32.3 (90.1)          | 23.1 (73.6)          | 19.5 (67.1)          | 39.4 (102.9)         |
| 平均高温 °C（°F）    | 4.8 (40.6)           | 7.7 (45.9)           | 12.6 (54.7)          | 16.5 (61.7)          | 21.1 (70.0)          | 24.1 (75.4)          | 26.7 (80.1)          | 25.9 (78.6)          | 21.5 (70.7)          | 16.8 (62.2)          | 9.4 (48.9)           | 4.9 (40.8)           | 16 (61)              |
| 日均气温 °C（°F）    | 0.9 (33.6)           | 2.9 (37.2)           | 6.9 (44.4)           | 10.3 (50.5)          | 15.1 (59.2)          | 18 (64)              | 20.3 (68.5)          | 19.8 (67.6)          | 16 (61)              | 11.7 (53.1)          | 5.4 (41.7)           | 1.5 (34.7)           | 10.7 (51.3)          |
| 平均低温 °C（°F）    | −3 (27)              | −1.9 (28.6)          | 1.3 (34.3)           | 4.2 (39.6)           | 9 (48)               | 11.8 (53.2)          | 14 (57)              | 13.7 (56.7)          | 10.4 (50.7)          | 6.7 (44.1)           | 1.5 (34.7)           | −1.8 (28.8)          | 5.5 (41.9)           |
| 历史最低温 °C（°F）  | −20.3 (−4.5)         | −19.7 (−3.5)         | −13.4 (7.9)          | −5.8 (21.6)          | −1.7 (28.9)          | −1.2 (29.8)          | 5 (41)               | 2.8 (37.0)           | 0 (32)               | −4.7 (23.5)          | −13 (9)              | −17.3 (0.9)          | −20.3 (−4.5)         |
| 平均降水量 mm（）    | 103.8 (4.09)         | 88.4 (3.48)          | 82.7 (3.26)          | 78.8 (3.10)          | 100.8 (3.97)         | 101.9 (4.01)         | 94.7 (3.73)          | 102.7 (4.04)         | 88.3 (3.48)          | 98.9 (3.89)          | 90.9 (3.58)          | 112.5 (4.43)         | 1,144.4 (45.06)      |
| 月均日照時數         | 59                   | 88.9                 | 154.1                | 176.3                | 197                  | 234.7                | 262.9                | 237                  | 189.2                | 118.4                | 67.1                 | 50.1                 | 1,834.7              |
| 来源：infoclimat.fr  |                      |                      |                      |                      |                      |                      |                      |                      |                      |                      |                      |                      |                      |

## 行政区划
萨朗什的市镇编号为74256，邮政编号为74700。
在行政管理方面，萨朗什隶属于法国奥弗涅-罗讷-阿尔卑斯大区上萨瓦省博讷维尔区；在地方选举方面，萨朗什是萨朗什县的中央投票站所在地，其市镇范围全境被划入上萨瓦省第六选区；在社会管理方面，萨朗什是勃朗峰地区市镇公共社区的组成部分。
截至2024年6月，萨朗什市镇范围内暂无任何城市敏感街区及城市政策优先街区。
法国国家统计与经济研究所（简称“INSEE”）在进行数据统计时，将萨朗什及相邻的另外11个市镇设为萨朗什城市核心区，并将包括萨朗什在内的周边共11个市镇划为萨朗什城市区。自2020年起，萨朗什城市区被包含4个市镇的萨朗什城市辐射区代替。此外，INSEE还将萨朗什市镇分为了8个“块区”（IRIS），以便于统计人口分布情况。

## 交通

### 公路
法国国家A40号高速公路和上萨瓦省省道D13线、D1205线和D1212线在萨朗什境内交汇。奥弗涅-罗讷-阿尔卑斯城际巴士（商业名称为）下属的Y81线、Y83线、Y84线、Y85线、Y86线和274线停靠萨朗什，可直通克吕斯、勃朗峰霞慕尼、莱孔塔米讷-蒙茹瓦、弗吕梅、日内瓦等地。
| 20 | 3 |

| 阿讷西 | 79 |

| 克吕斯 | 16 |

| 弗吕梅 | 22 |

2020年，71.1%的萨朗什家庭拥有至少一辆私人汽车。2021年，萨朗什境内共发生各类交通事故9起，造成10人受伤，其中8人重伤。

### 铁路

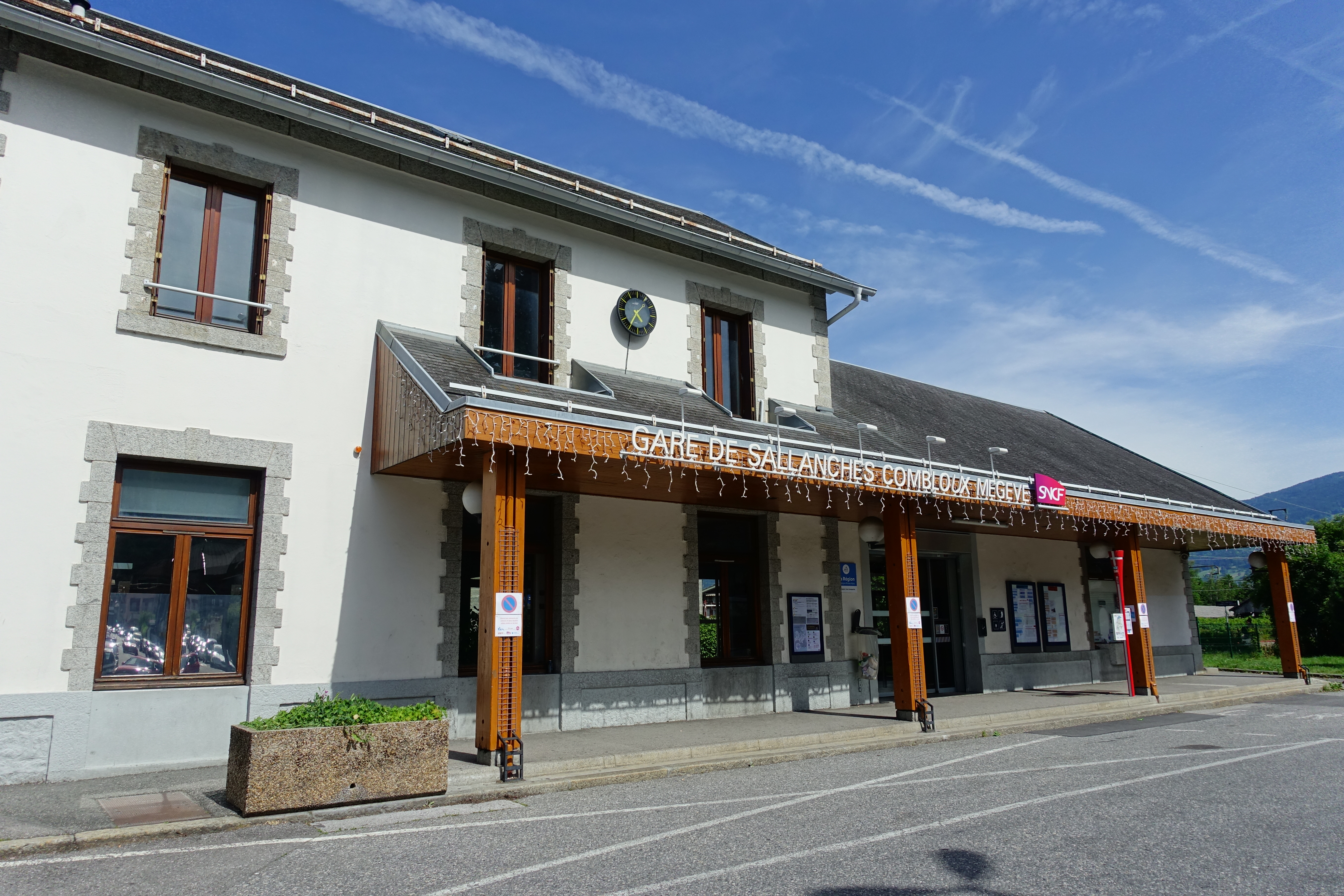
萨朗什-孔布卢-默热沃站的主站房

萨朗什位于福龙河畔拉罗什—圣热尔韦莱班铁路上。萨朗什-孔布卢-默热沃站位于萨朗什市区中部，该站停靠莱芒特快3号线以及往返于阿讷西和圣热尔韦莱班一线的区域列车。

### 航空
萨朗什距离日内瓦国际机场的公路里程大约74公里。

### 城市公共交通
萨朗什市政府提供当地免费摆渡巴士，夏季和冬季运行。

## 政治

### 市政内阁

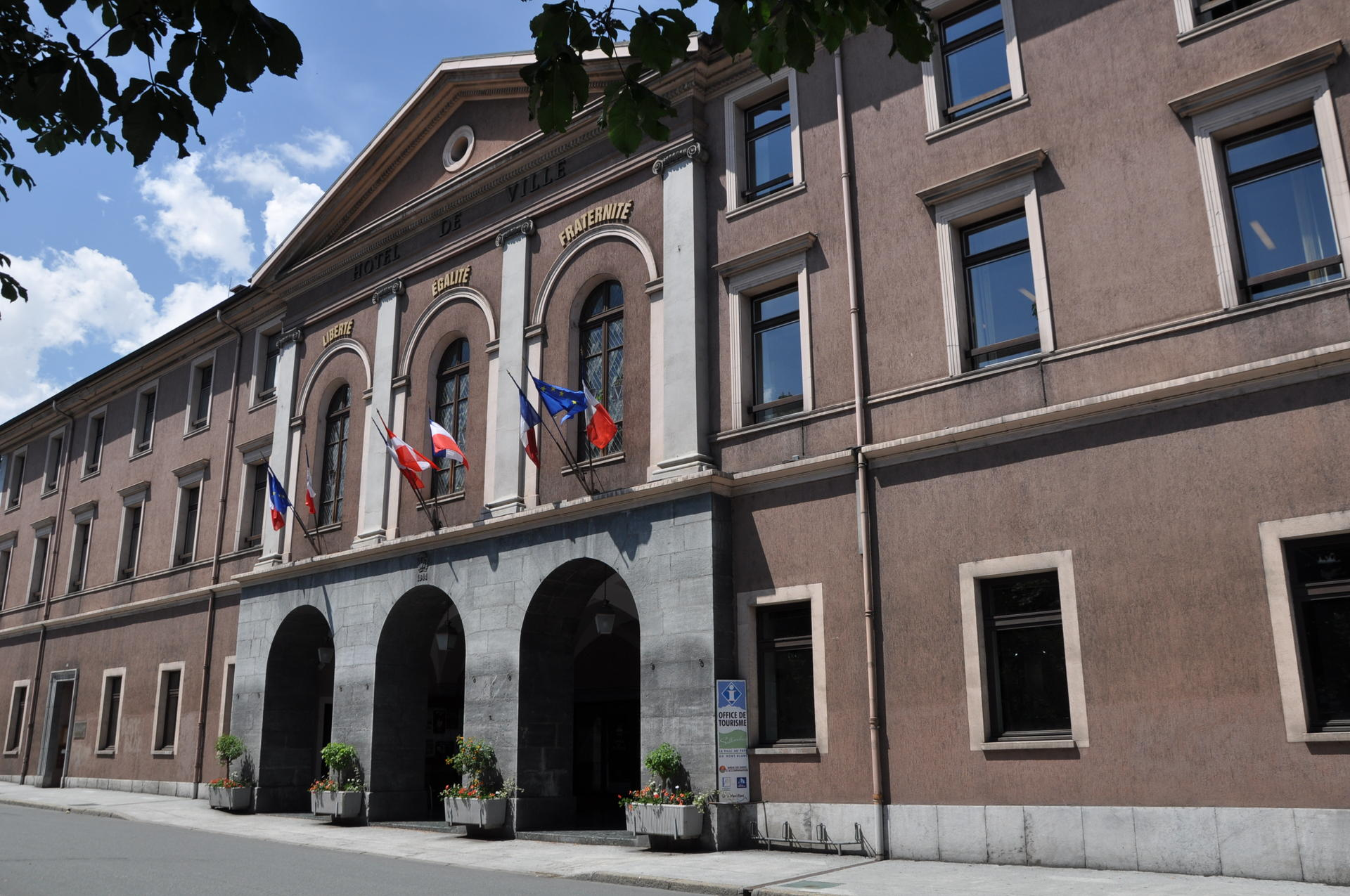
萨朗什市政厅

萨朗什的现任市长为乔治·莫朗先生（Georges MORAND），他是一名右翼无党派人士，在2020年的市政选举中获得了43.55%的支持率。
| 萨朗什历届市长 | 萨朗什历届市长                                  | 萨朗什历届市长                               |
| 任期           | 市长                                            | 党派                                         |
| -------------- | ----------------------------------------------- | -------------------------------------------- |
| 1947年－1951年 | Léon CURRAL 莱昂·屈拉尔                         | 不详                                         |
| 1951年－1959年 | André BOTTOLLIER-LASQUIN 安德烈·博托利耶-拉斯坎 | 不详                                         |
| 1959年－1964年 | Léon CURRAL 莱昂·屈拉尔                         | 不详                                         |
| 1964年－1965年 | André BOTTOLLIER-LASQUIN 安德烈·博托利耶-拉斯坎 | 不详                                         |
| 1965年－1971年 | Marcel GOUTTRY 马塞尔·古特里                    | 不详                                         |
| 1971年－1989年 | Gabriel VIARD 加布里埃尔·维亚尔                 | RPR保衛共和聯盟                              |
| 1989年－2001年 | Marie-Louise PEZET 玛丽-路易丝·珀泽             | UDF法国民主联盟 →CDS社会民主中心             |
| 2001年－       | Georges MORAND 乔治·莫朗                        | UMP人民运动联盟 →LR共和黨 →DVD右翼无党派人士 |

### 各级选举
| 萨朗什历届投票选举结果 | 萨朗什历届投票选举结果 | 萨朗什历届投票选举结果 | 萨朗什历届投票选举结果 | 萨朗什历届投票选举结果           | 萨朗什历届投票选举结果 | 萨朗什历届投票选举结果 | 萨朗什历届投票选举结果           | 萨朗什历届投票选举结果 | 萨朗什历届投票选举结果 |
| 选举项目               | 选举范围               | 选区单位               | 选区单位内的选举结果   | 选区单位内的选举结果             | 选区单位内的选举结果   | 选区单位内的选举结果   | 选区单位内的选举结果             | 选区单位内的选举结果   | 参考资料               |
| 选举项目               | 选举范围               | 选区单位               | 第一轮胜出者           | 第一轮胜出者                     | 支持率                 | 第二轮胜出者           | 第二轮胜出者                     | 支持率                 | 参考资料               |
| ---------------------- | ---------------------- | ---------------------- | ---------------------- | -------------------------------- | ---------------------- | ---------------------- | -------------------------------- | ---------------------- | ---------------------- |
| 2017年法國總統選舉     | 法國                   | 市镇                   |                        | 弗朗索瓦·菲永                    | 23.27%                 |                        | 埃马纽埃尔·马克龙                | 67.25%                 | [ 28 ]                 |
| 2017年法国立法选举     | 上萨瓦省第六选区       | 市镇                   |                        | 格扎维埃·罗斯朗                  | 33.99%                 |                        | 格扎维埃·罗斯朗                  | 62.67%                 | [ 28 ]                 |
| 2019年欧洲议会选举     | 法國                   | 市镇                   |                        | 纳塔莉·卢瓦索                    | 23.96%                 | （不适用）             | （不适用）                       | （不适用）             | [ 30 ]                 |
| 2021年法国省级选举     | 上萨瓦省               | 县                     |                        | 卡特里娜·朱利安-布雷什 乔治·莫朗 | 52.37%                 |                        | 卡特里娜·朱利安-布雷什 乔治·莫朗 | 64.98%                 | [ 31 ] [ 32 ]          |
| 2021年法国省级选举     | 上萨瓦省               | 市镇                   |                        | 卡特里娜·朱利安-布雷什 乔治·莫朗 | 43.07%                 |                        | 卡特里娜·朱利安-布雷什 乔治·莫朗 | 55.55%                 | [ 31 ] [ 32 ]          |
| 2021年法国大区选举     |                        | 市镇                   |                        | 洛朗·沃基耶                      | 42.48%                 |                        | 洛朗·沃基耶                      | 54.69%                 | [ 33 ]                 |
| 2022年法国总统选举     | 法國                   | 市镇                   |                        | 埃马纽埃尔·马克龙                | 30.53%                 |                        | 埃马纽埃尔·马克龙                | 58.69%                 | [ 28 ]                 |
| 2022年法国立法选举     | 上萨瓦省第六选区       | 市镇                   |                        | 格扎维埃·罗斯朗                  | 32.43%                 |                        | 格扎维埃·罗斯朗                  | 62.57%                 | [ 28 ]                 |
| 2024年欧洲议会选举     | 法國                   | 市镇                   |                        | 若尔丹·巴尔代拉                  | 33.3%                  | （不适用）             | （不适用）                       | （不适用）             | [ 28 ]                 |

## 人口
2021年，萨朗什市镇人口数量为17,133，在法国排名第568位。其中男性8,150人，女性8,836人，75岁及以上人口占8.1%，外籍人口数量不详，人口密度为260人/平方公里，当地居民被称为（男性）或（女性）。2022年，萨朗什境内出生150人，死亡人口162人。
| 萨朗什1901年－2021年人口变化情况 |
|                                  |
| 数据来源：Cassini、INSEE         |

## 经济
萨朗什是一个区域性的中心城市。截至2024年6月，萨朗什市镇范围内共有各类用人单位（包含自雇）3,564家，平均历史为17年，其中99.38%为中小型企业（PME），2024年4月至6月间，当地的经济活力指数为0。（鞋类销售）、（医疗器械制造）及（体育用品制造）是当地2022年营业额最高的三个企业，分别为52,167,732欧元、39,236,632欧元和13,163,000欧元。

## 财政与居民收入
2022年，萨朗什的财政收入总额为25,951,800欧元，财政支出总额为21,941,300欧元，当年的债务总额为24,682,200欧元。2022年，萨朗什市镇通过增值税获得694,750欧元的收入，此外当地还共获得了695,830欧元的国家直接财政补助。
| 萨朗什居民收入情况                               | 萨朗什居民收入情况 | 萨朗什居民收入情况    | 萨朗什居民收入情况 |
| 内容                                             | 萨朗什             | 法国                  | 统计年份           |
| ------------------------------------------------ | ------------------ | --------------------- | ------------------ |
| 征税家庭总数                                     | 7,827              | 1,081（法国市镇平均） | 2022年             |
| 居民平均月收入                                   | 2,380欧元          | 2,435欧元             | 2022年             |
| 高级职员人均月收入                               | 3,788欧元          | 4,331欧元             | 2021年             |
| 中级职员人均月收入                               | 2,494欧元          | 2,470欧元             | 2021年             |
| 普通职员人均月收入                               | 1,838欧元          | 1,801欧元             | 2021年             |
| 贫困率                                           | 9%                 | 14.5%                 | 2020年             |
| 青壮年（15至64岁）失业率                         | 7.0%               | 7.4%                  | 2020年             |
| 征税家庭数量占比                                 | 54.4%              | 45.5%                 | 2020年             |
| 家庭年均纳税                                     | 3,452欧元          | 4,393欧元             | 2022年             |
| 资料来源：INSEE、L'Internaute、Le Journal du Net |                    |                       |                    |

## 社会事务

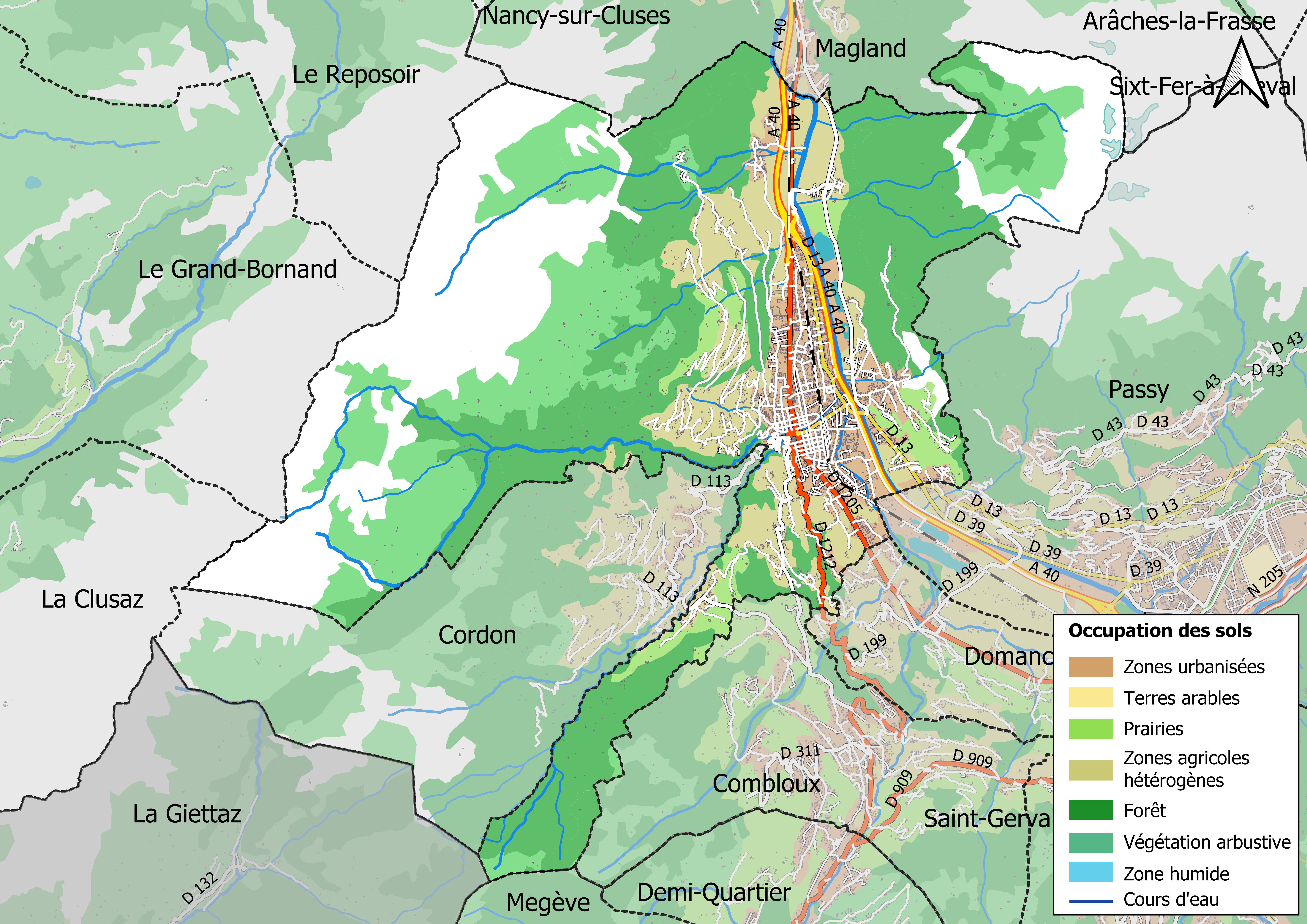
萨朗什土地利用情况地图

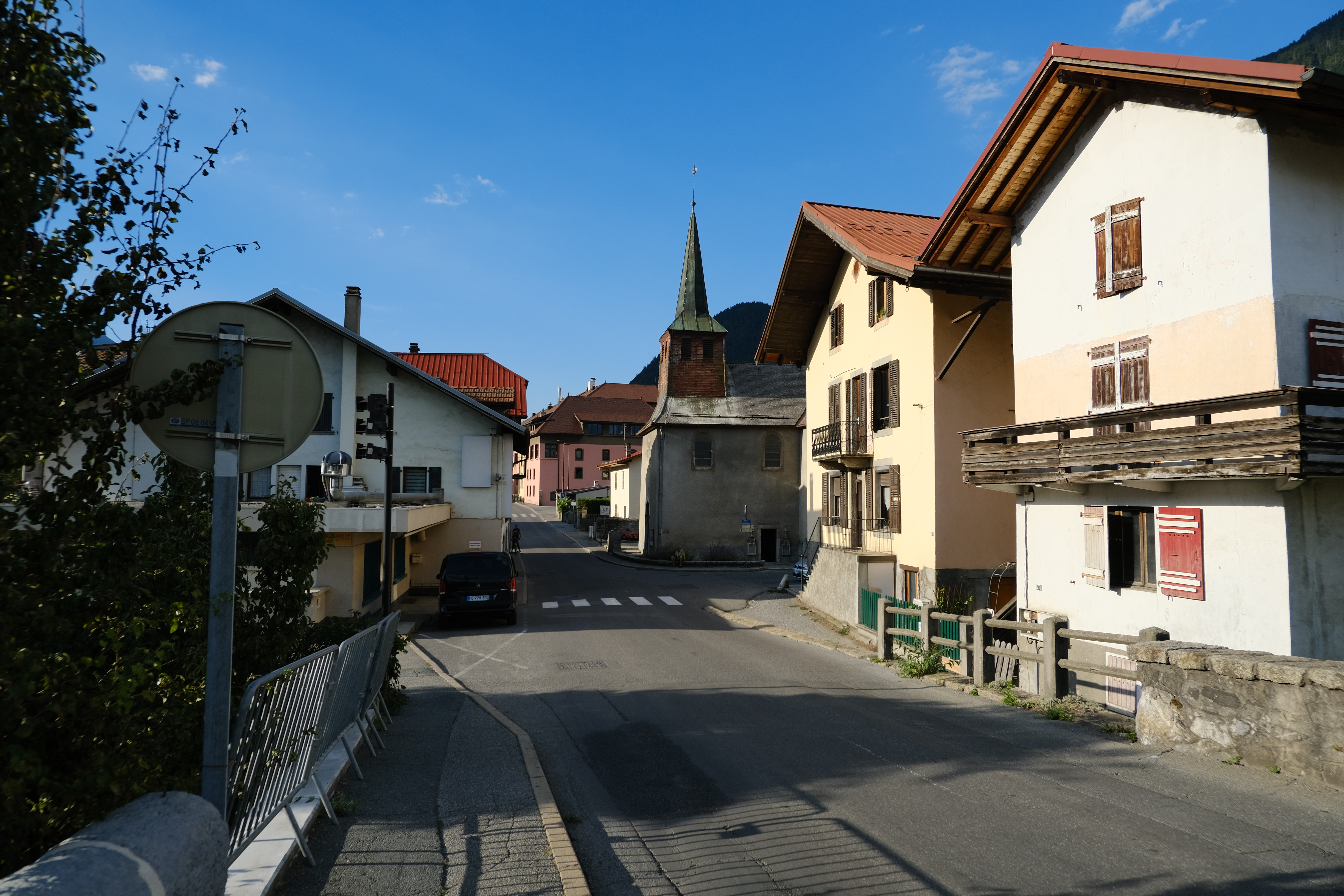
皇家公路街

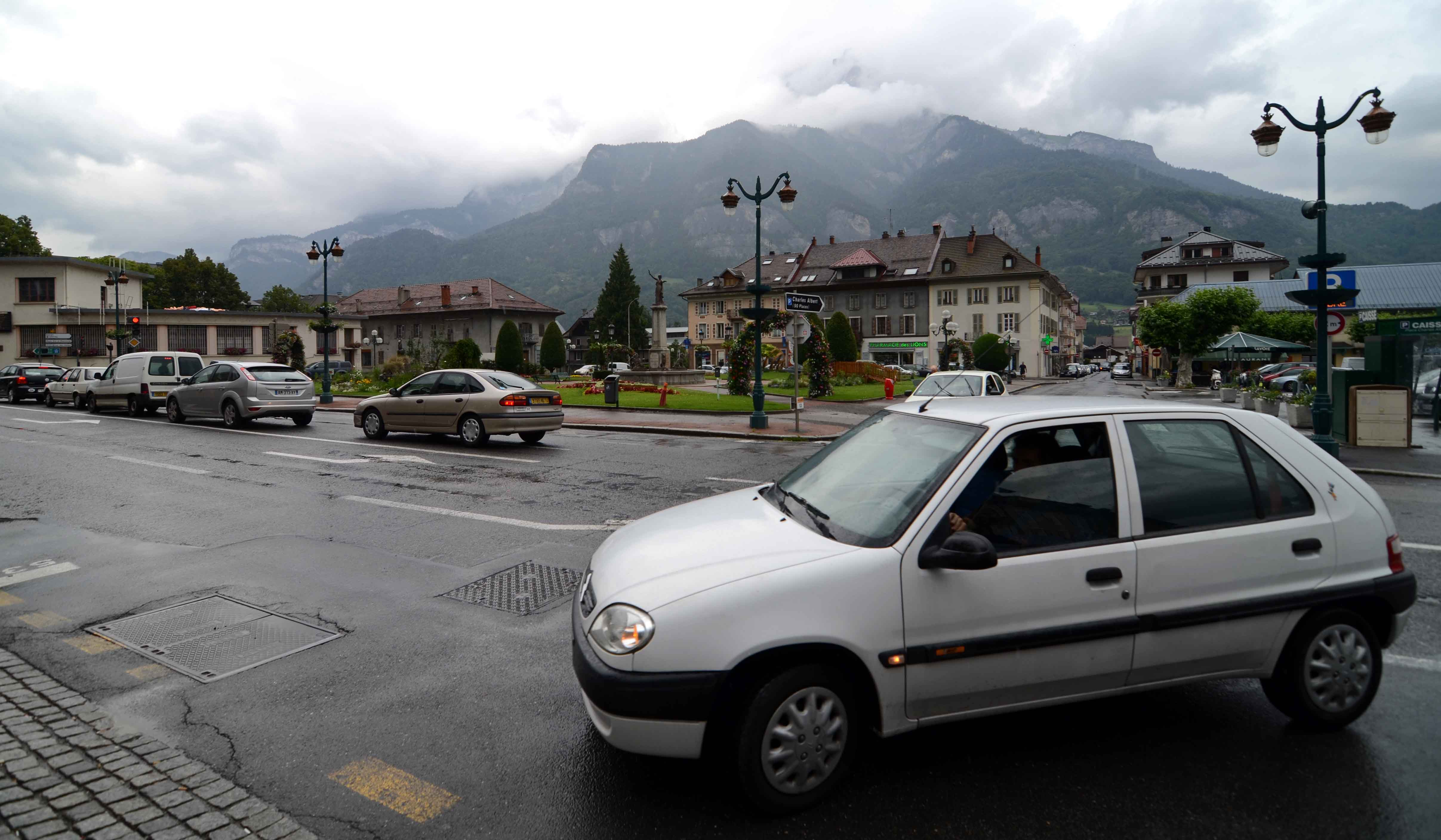
和平广场

### 教育
萨朗什属于格勒诺布尔学区。截至2021年1月1日，萨朗什境内共有2所幼儿园、5所小学、2所初级中学、1所普通高中、1所农业高中和1所职业高中。2022至2023学年度，萨朗什境内共有在校中等教育阶段学生1,401名。

### 医疗
截至2021年1月1日，萨朗什境内共有全科医生20名、保健师42名、牙医22名、护士24名、耳科医生1名、眼科医生2名、皮肤科医生3名、助产士7名、儿科医生1名和妇科医生2名。境内共有药房6家、养老院3家、残疾人帮扶中心2家。
萨朗什市际中心医院（Centre Hospitalier Intercommunal de Sallanches）是法国的一家区域性医疗机构，其主病区“勃朗峰地区医院”（Hôpital Pays du Mont-Blanc）位于萨朗什市区，设有床位502个，是当地规模最大的公立综合性医院。

### 住房
2020年，萨朗什境内共有各类住房10,088套，其中26.3%为独立式住宅，73.6%为集中式住宅。常住房屋占萨朗什市镇范围内居民建筑总量的81.3%。
在住房保障政策方面，2022年，萨朗什境内共有895户家庭获得了住房经济补助，受益人数占总人口数量的5.2%，其中873份为房租补助。

### 商业
2021年，萨朗什境内共有各类实体商铺539家，其中餐厅70家、大型超市4家、杂货店5家、面包房8家、肉铺5家、书店4家、装饰品店4家、银行门店12家、美容美发店32家、汽车维修店35家。萨朗什镇中心建有一家家乐福和Monoprix便民超市，市区北部建有家乐福、Aldi、Fnac等商场。

### 体育
2021年，萨朗什境内共有1家游泳池、2间体育馆、7处网球场、0处马术场、4处足球或橄榄球场以及4处篮球或排球场。
截至2024年6月，萨朗什境内共有家注册足球俱乐部。萨朗什体育俱乐部（ASC Sallanches，编号553253）是当地的代表性足球队，成立于2007年，其主队2024至2025赛季参加奥弗涅-罗讷-阿尔卑斯大区足球联赛丙组（法国第八级别），其主场为市政球场（Stade Municipal）。

### 环境
萨朗什的环境事务由其所属的勃朗峰地区市镇公共社区联合各级政府协调负责。2021年，萨朗什境内共有1家污染企业。

### 治安
2021年，萨朗什市镇范围内共有1处宪兵队。
萨朗什及其附近的共14个市镇是勃朗峰霞慕尼国家宪兵队（zone gendarmerie de Chamonix-Mont-Blanc）的管辖范围。2020年，该宪兵队累计记录各类案件2,644起，其中盗窃类案件1,197起，经济类案件506起，毒品交易类案件230起。

## 文化

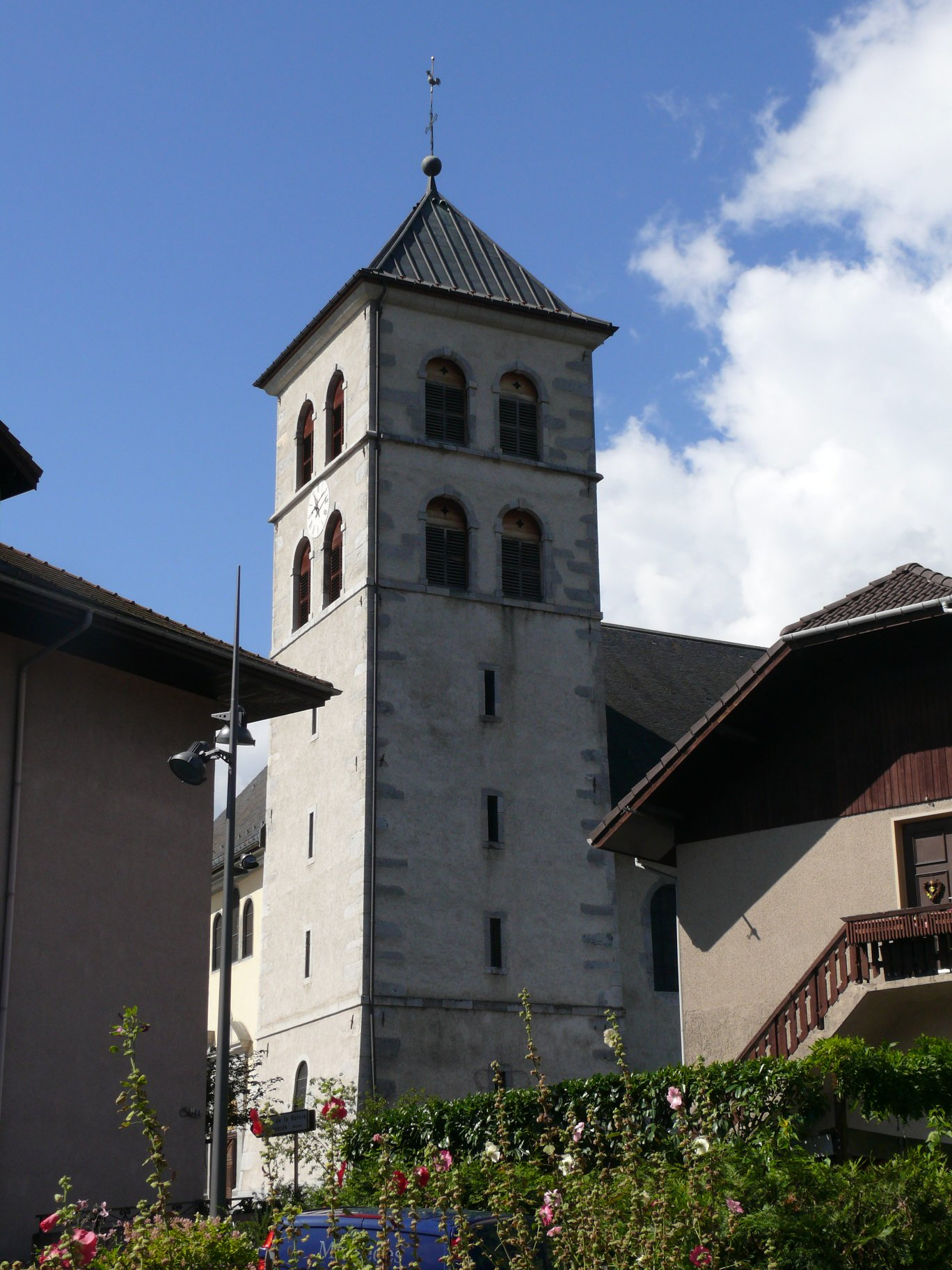
圣雅各大教堂

2021年，萨朗什境内共有1家剧场和1家电影院。萨朗什境内建有昂日·阿布拉特多媒体中心（Médiathèque Ange Abrate），每周二至六向公众开放。

### 建筑
萨朗什境内有多处历史建筑，其中圣雅各大教堂为法国国家文物保护单位。

### 旅游
萨朗什的旅游事务由其所属的勃朗峰地区市镇公共社区联合各级政府协调负责。2023年，萨朗什境内共有6家酒店共计222间房间；另有1个露营地，可容纳共70辆露营车。

### 媒体
法国主要的媒体均可在萨朗什接收，法国电视三台下属的奥弗涅-罗讷-阿尔卑斯大区频道在部分时段播出萨朗什所在上萨瓦省的地方新闻。蓝色法兰西萨瓦地区广播、勃朗峰广播、勃朗峰电视台、《信使报》等是当地主要的地方性媒体。

## 相关人物
法国天主教人物弗朗索瓦·蓬绍、记者克里斯托夫·巴尔比耶、拳击运动员洛朗·布杜阿尼、冰球运动员塞尔日·杰卢尔、滑雪运动员莫里斯·马尼菲卡和尼古拉·拉福尔出生于萨朗什。

## 友好城市
截至2024年6月，萨朗什共与一座城市建立了友好城市关系：
- 德国 施派兴根